# Helius graphipterus
Helius graphipterus är en tvåvingeart som beskrevs av Alexander 1954. Helius graphipterus ingår i släktet Helius och familjen småharkrankar.
Artens utbredningsområde är Myanmar. Inga underarter finns listade i Catalogue of Life.